# François Verdier (résistant)
Pour les articles homonymes, voir François Verdier et Verdier.
François Verdier, né le 7 septembre 1900 à Lézat-sur-Lèze (Ariège), est un résistant français, assassiné par la Gestapo le 27 janvier 1944 à Lasserre-Pradère (Haute-Garonne).

## Biographie
Établi à Toulouse tout en gardant des liens forts avec sa famille de Lézat, François Verdier dirige une entreprise de commerce de machines agricoles. Il est un dignitaire franc-maçon et secrétaire fédéral de la Ligue des droits de l'homme lorsque la guerre éclate, en 1939. En 1936, François Verdier aurait déjà pris fait et cause pour les Républicains espagnols qui se battent contre Franco et organisé des collectes qui furent acheminées au-delà des Pyrénées. Son soutien aux Républicains espagnols continue lors de la Retirada.
En 1941, le régime de Vichy repère ce républicain convaincu et le démet de ses fonctions de juge au Tribunal de commerce de Toulouse. François Verdier, sous le pseudonyme de Forain, entre en Résistance.
Dans les années 1940-1941, il appartient à plusieurs groupes toulousains dissidents avant de rejoindre Libération-Sud. Il prend alors le pseudonyme de « Forain ». Chef régional des Mouvements unis de la Résistance (MUR), secondé par Pierre Dumas alias « Saint-Jean » son bras droit, pour la région R4 (Toulouse), pressenti pour être commissaire de la République, il est arrêté par la Gestapo le 13 décembre 1943.
En juin 1943, Forain est choisi par le Général de Gaulle pour devenir le chef des Mouvements unis de la Résistance dans le Sud-Ouest. Il doit alors organiser et coordonner, dans la plus grande discrétion, les actions : réception de parachutages, préparation de sabotages, récupérations de matériel, le renseignement et le contact avec les Alliés, le recrutement, les passages, la gestion quotidienne des résistants passés dans la clandestinité... tout en maintenant un semblant de vie « normale » pour ne pas éveiller les soupçons de la police française.
Il est arrêté dans la nuit du 13 au 14 décembre 1943, lors de l'opération « minuit ». Conduit à la prison Saint-Michel de Toulouse, Forain ne parle pas, il ne délivre aucun de ses secrets à la Gestapo, dans la bâtisse située entre la rue des Martyrs de la Libération et les allées Frédéric Mistral mené par le Lieutenant-colonel Friedrich Suhr, en lien avec Karl-Heinz Muller, chef de la section IV du KDS,
Il endure toutes les tortures et les pires sévices (des témoins l’ont aperçu durant ses transferts entre la prison Saint-Michel et le siège de la police allemande dans un état physique épouvantable). Il ne cède à aucune pression, même face aux menaces exercées sur sa famille (sa femme a été arrêtée et déportée) pour préserver l’organisation de la Résistance qu’il a patiemment et minutieusement mise en place. Ses enfants, heureusement, ont pu y échapper.
Face à l’absence de révélations, à l’inefficacité des interrogatoires, et malgré son statut de chef de la résistance régionale avéré, la Gestapo ne l’envoie pas en Allemagne, ni même à Paris mais le conduit discrètement en forêt de Bouconne le 27 janvier 1944. Le long d’un chemin isolé, ses bourreaux l’exécutent d’une balle dans l’abdomen. Peut-être pour effacer toutes traces de leur barbarie ou au contraire pour accentuer le degré d’horreur, les deux policiers de la Gestapo font exploser la tête du chef de la Résistance avec une grenade placée visiblement dans sa bouche.
Le corps de François Verdier est immédiatement retrouvé par un garde forestier qui avait entendu les détonations. Il est rapidement identifié grâce à son nom écrit à l’intérieur de son pantalon, et à une lettre qui se trouvait dans sa poche.
Aucune arrestation ne suit sa mort, ce qui permet à son organisation de tenir jusqu’à la Libération, sept mois plus tard.
François Verdier était père de deux enfants. Il repose au cimetière de Terre-Cabade à Toulouse.

## Décorations
- Médaille de la Résistance française avec rosette à titre posthume (3 aout 1946)[4]

## Commémorations

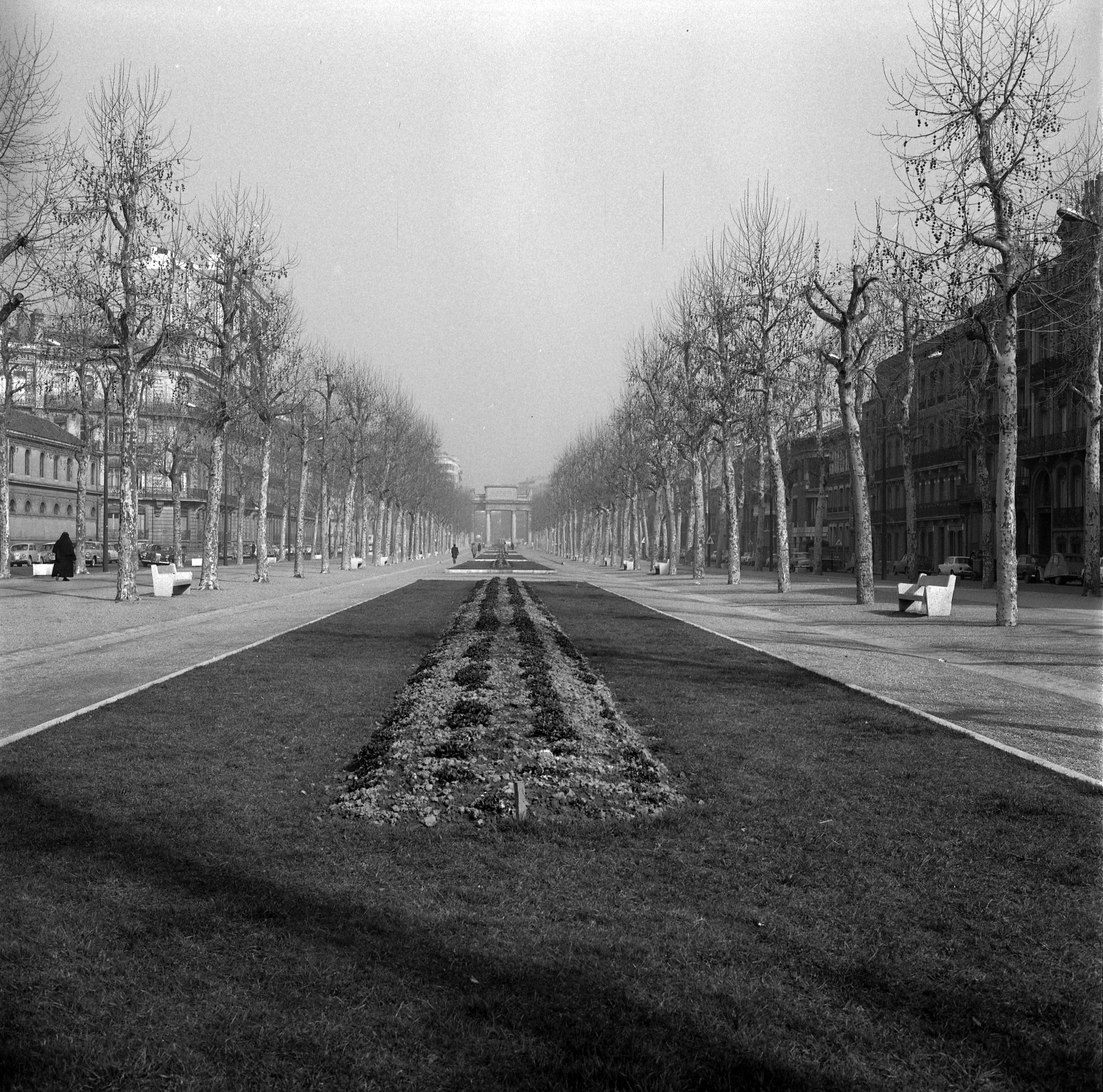
Vue des allées Forain-François-Verdier à Toulouse avec au fond, le Monument aux Morts.

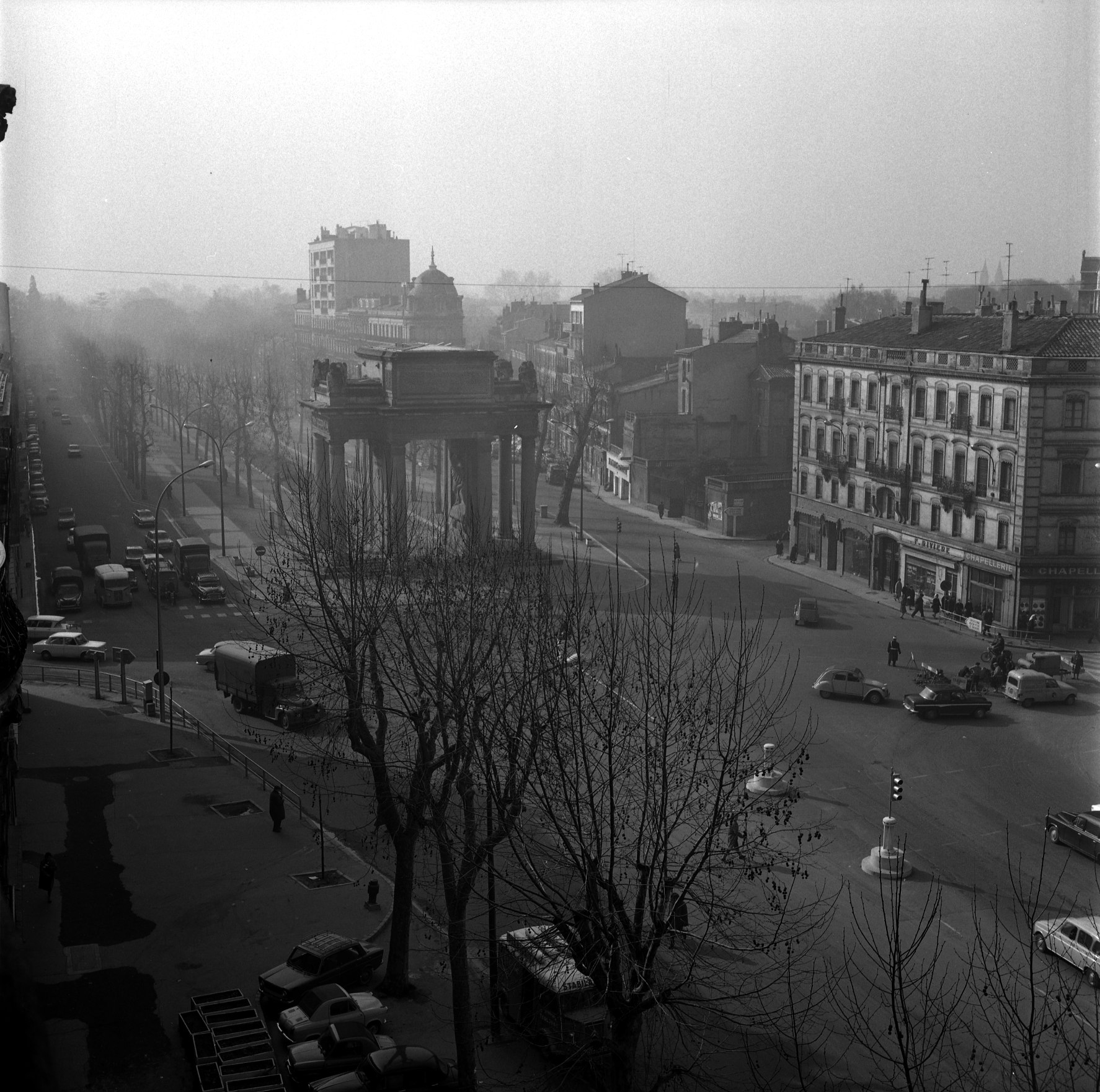
Vue d'en haut des allées Forain-François-Verdier. Le 9 mars 1965.

Deux cérémonies se déroulent chaque année en sa mémoire :
- Le dimanche qui suit le 27 janvier en forêt de Bouconne (commune de Lasserre - Haute-Garonne) sur le lieu où son corps martyrisé fut découvert. Plusieurs personnalités de la résistance ou de la vie civile y furent conviées pour des discours, parmi lesquels Jean Cassou, les historiens Jean-Pierre Vernant et Pierre Vidal-Naquet[5].
- Le 1er dimanche de septembre à Lézat-sur-Lèze, dépôt de gerbe devant la maison natale.

À Toulouse, les allées qui conduisent au monument aux morts ont été baptisées Allées Forain-François-Verdier après la Libération. Une station de métro de la ligne B, inaugurée le 30 juin 2007, porte le nom de François Verdier.
Afin de lui rendre dignement hommage, les collèges de Lézat-sur-Lèze et de Léguevin, les communes où il est né et près de l'endroit où son corps a été retrouvé, portent aussi son nom. Il en est de même de différents lieux des principales villes de la région Occitanie. C'est le cas notamment à Albi.
Les commémorations, organisées par d'anciens résistants, permettent aussi à sa famille et aux responsables politiques de la région toulousaine de rappeler son courage et ses valeurs démocratiques, socialistes et républicaines. Dominique Baudis, maire de Toulouse, s'y était rendu régulièrement. Kader Arif, ministre délégué à la Défense et chargé des Anciens combattants a prononcé un discours en son hommage le 2 février 2014.
Une biographie sur François Verdier est parue en 2014. Un site internet lui est désormais dédié.